# Heterispa
Heterispa là một chi bọ cánh cứng trong họ Chrysomelidae.
Chi này được miêu tả khoa học năm 1875 bởi Chapuis.

## Các loài
Các loài trong chi này gồm:
- Heterispa apicalis (Pic, 1927)
- Heterispa costipennis (Boheman, 1858)
- Heterispa infuscata (Chapuis, 1875)
- Heterispa limonensis (Uhmann, 1930)
- Heterispa vinula (Erichson, 1847)